# Love Classics
Love Classics — альбом японской певицы Аюми Хамасаки, вышедший в 2015 году. Представляет собой мэшап из уже выпущенных песен о любви с известными классическими произведениями. Альбом записан при участии оркестра.

## Об альбоме
Иллюстрацию сделала художница Aki Miyajima. Цветок, выбранный для обложки — Левкой, на японском языке цветов означает «вечная любовь», «вечная красота».

### Список композиций
1. Voyage [Пахельбель: Канон ре мажор]
2. SEASONS [Дворжак: Дорога домой (Симфония № 9 «Из Нового Света» ~ 2 часть)]
3. Days [Вивальди: скрипичный концерт «Времена года» — «Зима» ~ 2 часть]
4. TO BE [Бах: «Хорошо темперированный клавир» Том 1 , прелюдия первой песни]
5. YOU [Петцольд: Менуэт (Менуэт Баха)]
6. Virgin Road [Шопен: Капля дождя, прелюдия]
7. Dearest [Дворжак: Юмореска № 7]
8. HONEY [Гендель: оратория «Мессия» — хор Аллилуйя]
9. winding road [Дебюсси: Прелюдии Том 1]
10. Who… [Элгар: Салют]

## Позиции в чарте Орикон
| Неделя | Позиция | Продажи |
| ------ | ------- | ------- |
| 1      | #16     | 6,192   |
| 2      | #64     | 1,146   |
| 3      | #124    | 569     |
| 4      | #189    | 365     |

- Общее число проданных копий: 8,272 (Япония)